# The Hundred Light-Year Diary
The Hundred Light-Year Diary (englisch für Das Hundert-Lichtjahre-Tagebuch) ist eine Science-Fiction-Kurzgeschichte des australischen Schriftstellers Greg Egan, zuerst veröffentlicht in Interzone 55 im Januar 1992. Später wurde die Kurzgeschichte in der Sammlung Axiomatic veröffentlicht.

## Handlung
Die Entdeckung von Chens Galaxie, welche sich (aufgrund der Umkehr der Zeit während der zukünftigen Kontraktion des Universums) rückwärts durch die Zeit bewegt, ermöglicht die Konstruktion eines Nachrichtensystems (über Spiegel und Photonen, die zu Chens Galaxie gesendet werden), um Informationen in die Vergangenheit zu schicken. Alle Menschen können hundert Wörter pro Tag schreiben, die nach ihrem Tod hundert Jahre in die Vergangenheit geschickt werden, sodass sie von Geburt an ein Tagebuch ihres ganzen Lebens haben. Nachdem James bereits wie in seinem Tagebuch beschrieben seine zukünftige Ehefrau Alison getroffen hat, beginnt er eine Affäre mit einer Frau, die überhaupt kein Tagebuch führt, wobei davon nichts in seinem eigenen steht. James schreibt stattdessen Lügen über seine Beziehung zu Alison in sein Tagebuch, sodass die Bitterkeit darin überhaupt nicht in einen frühlichen Nachrichten steht. Als ein Krieg ausbricht, wundert sich James über mögliche groß angelegte Lügen aus der Zukunft und ob er daran überhaupt etwas ändern kann.

## Kritik
Karen Burnham schreibt in der New York Review of Science Fiction, dass die Kurzgeschichte zu den „eher despressiven“ („rather despressive“) von Greg Egan gehört, denn „wenn etwas unseren freien Willen beschränken kann, dann nur die kalte Hand der Physik in einem geschlossenen Universum“ („if anything can constrain our free will, it is the cold hand of physics in a closed universe“).